# 康寧大學台南校區
康寧大學臺南校區是一所曾位於臺灣臺南市安南的私立綜合大學。2000年創校時名為「立德管理學院」，2011年更名為「康寧大學」，2015年與臺北的「康寧醫護暨管理專科學校」合併後成為「臺南校區」。
2020年5月宣佈臺南校區停招停辦、並向教育部申請改制回專科學校。7月，因董事會租用台糖公司的土地未依承諾進行權利金捐資，遭教育部聲請法院解除全體董事職務，11月17日士林地院裁定解除董事長童中儀等13名董事職務 。2021年7月1日，教育部甄選出康寧大學13席新任董事，7月12日原董事會提出抗告成功，士林地方法院裁定駁回教育部聲請、廢棄原裁定、回復原董事資格，使康寧大學出現兩組董事會人馬的情況，教育部向法院提出再抗告。2022年2月原康寧董事會向教育部承諾補足原捐贈後，教育部向法院撤回再抗告。

## 歷史

### 立德時期
- 2000年，位於新竹地區的中華大學董事會另組董事會在台南市安南區育英街創辦立德管理學院，時任新竹市長林政則也是創校董事。設置應用英語學系、應用日語學系、國際企業管理學系、財務管理學系、不動產經營學系、工業管理系、資訊管理系、資訊工程系、營建規劃系、資產科學學系、休閒事業管理學系、地區發展管理研究所。
- 2001年，增設科技管理研究所。
- 2002年，增設資訊傳播學系、資源環境學系。
- 2003年，增設地區發展管理學系。
- 2006年，觀光旅館經營學系改名觀光與旅館學系。增設資訊傳播學系碩士班、碩士在職專班。
- 2007年，增設資訊管理學系碩士班、資訊工程學系碩士班。
- 2008年，立德管理學院改名為立德大學。原管理學群、資訊學群、人文社會學群、健康休閒學群、環境與發展學群，整合成立管理學院、健康暨環境學院、人文學院、資訊學院。資產科學學系、地區發展管理學系合併為城鄉與資產計劃學系，並分設城鄉組、資產組。行銷管理學系、物流管理學系合併為運籌與行銷管理學系。翻譯學系併入應用英語學系，並分設翻譯組、應英組。停招觀光與旅館學系。增設文化創意學系、觀光與會議展覽學士學位學程。資訊管理學系改名資訊科學與應用學系、營建科技學系改名營建與物業學系。
- 2009年，增設運銷與科技管理學系、管理進修學士班；工業管理學系改名生產事業管理學系、資源環境學系改名休閒資源暨綠色產業學系、財務管理學系改名財務金融學系、醫務健康照護管理學系改名健康照護管理學系、城鄉與資產計劃學系改名資產管理與城市規劃學系。觀光與會議展覽學士學位學程併入休閒管理學系。資訊科學與應用學系、資訊工程學系整併為數位應用學系。
- 2010年，增設化粧品應用與管理學系、時尚造型設計學系。休閒管理學系增設觀光休閒組。健康照護管理學系分設保健美容組、健康照護組之分組；數位應用學系分設多媒體遊戲設計組、網路組。食品暨餐飲管理學系改名餐飲管理學系。同年12月，董事會改選，鈕廷莊獲選第4屆新任董事長。並向教育部申請改名為康寧大學。

### 康寧大學時期
- 2011年，增設保健美容學系；休閒管理學系增設運動產業經營組。2月，正式改名為康寧大學。
- 2012年，應用英語學系與應用日語學系合併為應用外語學系，並分設應用英語組、應用日語組。
- 2013年8月，增設企業管理學系。計畫與康寧醫護暨管理專科學校合併[7]，並設置設臺北校區及臺南校區，校總部位於臺南校區。
- 2014年，停招化粧品應用與管理學系。
- 2015年8月1日，與康寧醫護暨管理專科學校合併，成為第一所跨足高教與技職體系私立大學，也是台灣高等教育公公併校外，私私併校的首例[8]。9月起，原康寧護校改為康寧大學臺北校區、立德改為康寧大學臺南校區（總校區）[9]，3個學院、6個研究所、10個學系、8個科，且擁有專科部（二專、五專）、大學部、進修部與研究所。併校後，原康寧大學的人文資訊、管理、健康休閒學院等三個學院，調整為商業資訊、護理健康、創新管理等三個學院。
- 2016年，停招時尚造型設計學系、保健美容學系。
- 2018年8月，數位應用學系改名健康數位科技學系。停招企業管理學系、資訊傳播學系、餐飲管理學系。應用外語學系取消應用英語組、應用日語組之分組。健康照護管理學系增設碩士班。10月16日，申請將臺北校區改制原康寧醫護暨管理專科學校，而台南校區撤校[10]。11月9日，教育部於台南校區調查出3大違法情事，開罰董事長及校長各新台幣50萬元，分別為：違法招收斯里蘭卡學生、涉及非法打工、在沒有經過合法入學管道的情況下將推廣教育學分班學生轉變為正式學籍學位班。依照《私立學校法》第55條規定，暫停康寧大學108學年度部分或全部的獎補助款及停止108年度各學制招生名額 [11]12月20日，教育部經私校諮詢會開會決議，將扣減康寧大學108學年度招生名額作為處罰，其中台南校區被扣減20%，台北校區則是5% [12]。
- 2020年4月，與臺糖公司續租臺南校區土地30年。5月，教育部宣布臺南校區自109學年度起停招；7月，並向法院申請解散董事會。11月17日，因向台糖公司承租土地作為台南校區校地，但未按約定期限繳交權利金，士林地院於11月17日裁定解除董事長童中儀等13名董事職務 [2][3]。12月，教育部表示後續將依私立學校法第25條第2項規定，就原有董事或熱心教育的公正人士中，指定若干人會同推選董事，重新組織董事會[2][3]。
- 2021年4月19日，教育部公告康寧大學董事候選人遴選辦法，董事名額為13人，分為個人董事和群組董事，採公開徵求方式[13]。7月1日，教育部甄選出康寧大學13席新任董事[4]。7月12日，原董事會提出抗告，士林地方法院裁定駁回教育部聲請，舊董事會將回復資格，導致康寧大學具備兩組董事會[6]，教育部回應將會視裁定理由向法院提出再抗告。
- 2022年2月11日，原康寧董事會承諾將捐資的剩餘新台幣1.4億元匯入學校帳戶後，教育部以解除全體董事職務理由已不存在，向法院聲請撤回再抗告。[14]

## 歷任臺南校區校長
立德管理學院時期
| 任別 | 姓名   | 任期                |
| ---- | ------ | ------------------- |
| 1    | 施鴻志 | 2000年8月-2004年1月 |
| 2    | 施富義 | 2004年2月-2007年1月 |
| 3    | 施鴻志 | 2007年2月-2008年1月 |
| 代理 | 徐德修 | 2008年2月-2008年7月 |

立德大學時期
| 任別 | 姓名   | 任期                 |
| ---- | ------ | -------------------- |
| 1    | 陳春盛 | 2008年8月-2009年1月  |
| 代理 | 何東波 | 2009年1月-2009年2月  |
| 2    | 鄭詩華 | 2009年3月-2010年8月  |
| 代理 | 楊振銘 | 2010年8月-2010年10月 |
| 3    | 歐石鏡 | 2010年10月-2011年2月 |

康寧大學時期(至併校前)
| 任別 | 姓名   | 任期                |
| ---- | ------ | ------------------- |
| 1    | 歐石鏡 | 2011年2月-2011年2月 |
| 代理 | 楊慕慈 | 2011年2月-2013年1月 |
| 2    | 金榮勇 | 2013年2月-2016年1月 |

## 校務評鑑
- 2008年
  - 96學年度教育部系所評鑑結果有69%為待觀察與未通過。經學校力求改善與整頓，98學年度追蹤評鑑現有學系中已近七成獲得通過，與國立高雄大學、真理大學、大同大學位處同個級別。
- 2012年
  - 高等教育評鑑中心公布一百年度下半年大學校院校務評鑑結果，五項中僅項目一學校自我定位為「有條件通過」，其餘項目皆為「通過」；項目三教學與學習資源經學校申訴有理由，於一百零二年再評鑑為「通過」。
- 2012年
  - 100年度大學院校校園環境管理現況調查暨績效評鑑優等。
- 2013年
  - 項目一學校自我定位追蹤評鑑為「通過」。

- 2015年
  - 104學年度康寧大學與康寧醫護暨管理專科學校合併。

## 台南校區教學單位
| 創新管理學院 | 休閒管理學系（學士班-大四、進修學士班-大四） | 健康照護管理學系（學士班-大四、進修學士班-大三~四） |

| 商業資訊學院 | 應用外語學系（學士班） |          |
| 商業資訊學院 | 外語中心               | 華語中心 |

## 學生社團
| - 自治性組織 - 學生會 - 學生議會 - 護理科學會 - 資管科學會 - 企管科學會 - 應用外語科學會 - 數位影視動畫科學會 - 嬰幼兒保育科學會 - 嬰幼兒保育系學會 - 高齡社會健康管理科學會 - 視光科學會 - 長期照護學系學會 - 畢聯會 - 敦品志工服務社 - 春暉社 - Leaves Walker - 康寧宿舍自治社 - 緊急救護社 | - 服務性社團 - 親善大使 - ipower社 | - 學藝性社團 - 資訊應用服務社 - ACGN綜合動漫研究社 - 書法研習社 - 合唱團 - 愛樂社 - 創意巧手社 - SOHO創意社 - 電影欣賞社 | - 康樂性社團 - 空即四攝 - 印相紀錄社 - 織弦音樂研習社 - 熱門舞蹈社 - 韓國流行舞蹈研究社 | - 體能性社團 - 競技啦啦隊 - 西洋劍社 - 羽球社 - 跆拳道社 - 創意舞蹈社 - 籃球社 - 棒球社 - 綜合性社團 - 信望愛社 |

## 校隊
棒球隊
| 年度 | 賽事名稱                                       | 成績              |
| 91   | 全國大專院校棒球運動聯賽第2級                  | 冠軍              |
| 92   | 中信鯨盃雲嘉南乙組硬式棒球邀請賽               | 冠軍              |
| 94   | 全國大專院校棒球運動聯賽第1級                  | 第6名             |
| 95   | 95年甲組成棒春季聯賽                           | 預賽第5名         |
| 95   | 2006年第八屆梅花旗全國大學棒球錦標賽           | 預賽第一輪遭淘汰  |
| 95   | 2006年協會盃全國成棒年度大賽                   | 預賽第4（未晉級） |
| 96   | 96年甲組成棒春季聯賽                           | 預賽第6（未晉級） |
| 96   | 2007年第九屆梅花旗全國大學棒球錦標賽           | 預賽遭淘汰        |
| 96   | 2007年協會盃全國成棒年度大賽                   | 預賽第3（未晉級） |
| 97   | 97年全國成棒甲組春季聯賽                       | 預賽第4（未晉級） |
| 97   | 2008年第十屆梅花旗全國大學棒球錦標賽           | 預賽遭淘汰        |
| 97   | 2008年協會盃全國成棒年度大賽                   | 第5名             |
| 97   | 九十七學年度全國大專院校棒球運動聯賽(甲組一級) | 第5名             |
| 98   | 98全國成棒甲組春季聯賽                         | 預賽第4（未晉級） |
| 98   | 2009年第十一屆梅花旗全國大學棒球錦標賽         | 預賽第5（未晉級） |
| 98   | 2009年協會盃全國成棒年度大賽                   | 冠軍              |
| 103  | 103學年度全國大專院校棒球運動聯賽（甲組一級）  | 晉級前八強        |
| 104  | 103學年度全國大專院校棒球運動聯賽（甲組一級）  | 第6名             |
| 104  | 104年梅花旗大專棒球錦標賽                      | 第3名             |
| 104  | 104學年度大專院校棒球聯賽（甲組一級）          | 晉級前八強        |
| 105  | 104學年度大專院校棒球聯賽（甲組一級）          | 第七名            |
| 105  | 105年全國成棒甲組春季聯賽                      | 晉級複賽          |

男籃隊
足球隊

## 参閲
- 臺灣大專院校退場
- 發展典範科技大學計畫
- 獎勵大學教學卓越計畫

## 外部連結
- 康寧大學-原康寧大學(台南)校史 （页面存档备份，存于）